# Bolivia ai Giochi olimpici
La Bolivia ha partecipato per la prima volta ai Giochi olimpici nel 1936.
Gli atleti boliviani non hanno mai vinto medaglie ai Giochi olimpici estivi (unico paese del Sud America senza medaglie), né ai Giochi olimpici invernali.
Il Comitato Olimpico Boliviano, creato nel 1932, venne riconosciuto dal CIO nel 1934.

## Medaglieri

### Medaglie alle Olimpiadi estive
| Giochi                 | Oro              | Argento          | Bronzo           | Totale           |
| ---------------------- | ---------------- | ---------------- | ---------------- | ---------------- |
| Berlino 1936           | 0                | 0                | 0                | 0                |
| Londra 1948            | non partecipante | non partecipante | non partecipante | non partecipante |
| Helsinki 1952          | non partecipante | non partecipante | non partecipante | non partecipante |
| Melbourne 1956         | non partecipante | non partecipante | non partecipante | non partecipante |
| Roma 1960              | non partecipante | non partecipante | non partecipante | non partecipante |
| Tokyo 1964             | 0                | 0                | 0                | 0                |
| Città del Messico 1968 | 0                | 0                | 0                | 0                |
| Monaco 1972            | 0                | 0                | 0                | 0                |
| Montreal 1976          | 0                | 0                | 0                | 0                |
| Mosca 1980             | non partecipante | non partecipante | non partecipante | non partecipante |
| Los Angeles 1984       | 0                | 0                | 0                | 0                |
| Seul 1988              | 0                | 0                | 0                | 0                |
| Barcellona 1992        | 0                | 0                | 0                | 0                |
| Atlanta 1996           | 0                | 0                | 0                | 0                |
| Sydney 2000            | 0                | 0                | 0                | 0                |
| Atene 2004             | 0                | 0                | 0                | 0                |
| Londra 2012            | 0                | 0                | 0                | 0                |
| Rio de Janeiro 2016    | 0                | 0                | 0                | 0                |
| Tokyo 2020             | 0                | 0                | 0                | 0                |
| Parigi 2024            | 0                | 0                | 0                | 0                |
| Totale                 | 0                | 0                | 0                | 0                |

### Medaglie alle Olimpiadi invernali
| Giochi                 | Oro              | Argento          | Bronzo           | Totale           |
| ---------------------- | ---------------- | ---------------- | ---------------- | ---------------- |
| Cortina d'Ampezzo 1956 | 0                | 0                | 0                | 0                |
| Squaw Valley 1960      | non partecipante | non partecipante | non partecipante | non partecipante |
| Innsbruck 1964         | non partecipante | non partecipante | non partecipante | non partecipante |
| Grenoble 1968          | non partecipante | non partecipante | non partecipante | non partecipante |
| Sapporo 1972           | non partecipante | non partecipante | non partecipante | non partecipante |
| Innsbruck 1976         | non partecipante | non partecipante | non partecipante | non partecipante |
| Lake Placid 1980       | 0                | 0                | 0                | 0                |
| Sarajevo 1984          | 0                | 0                | 0                | 0                |
| Calgary 1988           | 0                | 0                | 0                | 0                |
| Albertville 1992       | 0                | 0                | 0                | 0                |
| Lillehammer 1994       | non partecipante | non partecipante | non partecipante | non partecipante |
| Nagano 1998            | non partecipante | non partecipante | non partecipante | non partecipante |
| Salt Lake City 2002    | non partecipante | non partecipante | non partecipante | non partecipante |
| Torino 2006            | non partecipante | non partecipante | non partecipante | non partecipante |
| Vancouver 2010         | non partecipante | non partecipante | non partecipante | non partecipante |
| Sochi 2014             | non partecipante | non partecipante | non partecipante | non partecipante |
| PyeongChang 2018       | 0                | 0                | 0                | 0                |
| Pechino 2022           | 0                | 0                | 0                | 0                |
| Totale                 | 0                | 0                | 0                | 0                |